# Хом'яківка (Івано-Франківський район)
Хом'я́ківка — село Тисменицької міської громади Івано-Франківського району, Івано-Франківської області.

## Географічне положення
Село Хом'яківка розташоване на заході України , в Прикарпатському регіоні. 
Відстань до міста Івано-Франківська  - 18 км автомобільними шляхами.
Відстань до міста Тисмениця - 6,9 км автомобільними шляхами.
Відстань до найближчої залізничної станції - 5,5 км (станція Марківці , розташована в селі Липівка Тисменицького району Івано-Франківської області на лінії Коломия — Хриплин.)
Сусідні населені пункти: село Пшеничники (4,5 км ), село Марківці (3,7 км), місто Тисмениця -6,9 км.

## Історія
Згадується 1 січня 1457 року (Chomikowcze) в книгах галицького суду .
У податковому реєстрі 1515 року в селі документується 2 лани (близько 50 га) оброблюваної землі.
9 квітня 2017 р. відкрили реконструйований пам'ятник борцям за волю України.
30 червня 2020 р. освячено пам’ятник жертвам комуністичного режиму в 1939-1941 роках.

## Населення

### Мова
Розподіл населення за рідною мовою за даними перепису 2001 року:
| Мова       | Кількість | Відсоток |
| ---------- | --------- | -------- |
| українська | 1009      | 99.9%    |
| російська  | 1         | 0.1%     |
| Усього     | 1010      | 100%     |

## Гідрографія
Представлена насамперед річками  Унявою та Стримбою. 
Протяжність річки Унява по території села близько 1,5 км, а річки Стримби - складає 3 км.

## Клімат
Клімат помірно-континентальний. Територія села лежить в Атлантико-континентальній кліматичній області і формується під переважаючим впливом вологих повітряних мас Атлантичного океану та Середземного моря. Вторгнення арктичних повітряних мас з Північного Сходу взимку спричиняє різке зниження температури повітря, середземноморського повітря, з Південного Заходу влітку — підвищення температури повітря та інтенсивність посушливих явищ. Зима м’яка з середньою температурою січня −5 °C, літо тепле з середньою температурою липня + 18° С [5]

## Рельєф
Село розташоване на абсолютній висоті приблизно 260 м. Рельєф села рівнинний. Висоти змінюються від 252 до 269 метрів. Найвища точка складає 269 метрів . Основними підняттями на території села є урочище Городище , яке розташоване на північному-сході села та пагорб, який розташований на півдні села. Зміну висот можемо побачити по профілю , проведеному через найвищу та найнижчу точку села.

Профіль проведений між найнижчою та найвищою точками села, що відображає перепад висот

## Постаті
- Прошак Іван Лук’янович (1922—1999) — український військово-політичний та громадський діяч, член ОУН, підрайонний пропагандист підрайону №4 району Тисмениця ОУН з грудня 1944 по березень 1945 року.
- Пронюк Євген Васильович (1936—2023) — почесний голова Всеукраїнського товариства політичних в'язнів і репресованих, діяч українського національного руху, автор та поширювач самвидаву, Герой України, народний депутат України (1994—1998).